# Abergavenny Castle
Abergavenny Castle (walisisk: Castell y Fenni) er ruinen af en borg fra middelalderen i købstaden Abergavenny, Monmouthshire, Wales. Den blev opført af den normanniske lord Hamelin de Balun omkring år 1087.
I 1175 blev en række walisiske adelsmænd dræbt her, og i begyndelsen 1400-tallet blev borgen angrebet under glyndwroprøret. Antikvaren William Camden skrev i 1500-tallet at borgen "oftere end nogen anden borg i wales er blevet tilsmudset med forræderiske skændsler."
Siden 1952 har det været en listed building af 1. grad.